# Maldonado megye
Maldonado  egy megye Uruguayban. A fővárosa Maldonado .

## Földrajz
Az ország déli részén található. Megyeszékhely: Maldonado 